# سوي زين هتيت
سوي زين هتيت (البورمية: ဇင် ထက် ، من مواليد 1999) ممثلة وحاملة لقب مسابقة ملكة جمال بورما التي توجت ملكة جمال الكون ميانمار 2019. التي عقدت في فندق نوفوتيل ماكس، يانغون، ومثلت بلدها ميانمار في مسابقة ملكة جمال الكون 2019. كانت سو زين هيت قد بدأت مسيرتها في المسابقات بعد فوزها في مسابقة ملكة جمال فوق وطنية ميانمار 2016 ؛ وضعت في المراكز العشرة الأولى في مسابقة ملكة جمال ميانمار سوبرناشونال 2016.
في نوفمبر 2019 ، أعربت سو زين هتيت بأنها مثلية ، وفي وقت لاحق من ذلك العام أصبحت أول امرأة مثلية تنافس في مسابقة ملكة جمال الكون. تنافست باتريشيا يورينا رودريغيز من أسبانيا في مسابقة ملكة جمال الكون عام 2013 ، لكنها لم تصرح بذلك إلا بعد خروجها من المنافسة.

## روابط خارجية
- سوي زين هتيت على إنستغرام

| الجوائز و الإنجازات    | الجوائز و الإنجازات          | الجوائز و الإنجازات |
| ---------------------- | ---------------------------- | ------------------- |
| سبقه هنين ثواي يو أونغ | ملكة جمال ميانمار للكون 2019 | تبعه                |